# The Flash (televisieserie uit 2014)
The Flash is een Amerikaanse superheldenserie, ontwikkeld door Greg Berlanti, Andrew Kreisberg en Geoff Johns. De serie is gebaseerd op het personage Flash van DC Comics. Het is de tweede live-action tv-serie rondom dit personage.
De serie is een spin-off van de tv-serie Arrow, en speelt zich dan ook af in hetzelfde fictieve universum als die serie. Het personage Barry Allen maakte zijn debuut in seizoen 2 van Arrow, in het tweeluik "The Scientist", waarin ook te zien is hoe hij zijn superkrachten krijgt.
Op 11 januari 2015 werd bekend dat de serie een tweede seizoen zou krijgen. Dit seizoen werd van 6 oktober 2015 tot 24 mei 2016 uitgezonden Het derde seizoen is uitgezonden van 4 oktober 2016 tot 23 mei 2017 en het vierde seizoen van 10 oktober 2017 tot 22 mei 2018.

## Plot

### Seizoen 1
Als kind is Barry Allen er getuige van hoe zijn moeder wordt vermoord door de Reverse-Flash, waar zijn vader onterecht de schuld van krijgt. Barry zelf houdt vol dat de misdaad gepleegd is door een bovennatuurlijk iets of iemand, maar niemand gelooft hem.
Onder voogdij van detective Joe West groeit Barry op, samen met de Joe's dochter Iris, tot een intelligente, maar in afzondering levende forensisch onderzoeker voor de politie van Central City. Hij houdt zich vooral bezig met onopgeloste zaken waar iets bovennatuurlijks mee aan de hand lijkt te zijn, in de hoop eindelijk meer te ontdekken over de echte dood van zijn moeder. Wanneer een gloednieuwe deeltjesversneller ontploft en hierbij een onweersbui teweegbrengt, wordt Barry gelijktijdig getroffen door een bliksem en blootgesteld aan chemicaliën in zijn lab. Hij raakt in een coma. De ontwerper van deze deeltjesversneller, Harrison Wells (Tom Cavanagh), vangt Barry op in S.T.A.R. Labs. Daar wordt Barry door Wells, Caitlin Snow en Cisco Ramon verzorgd tot hij 9 maanden later ontwaakt uit zijn coma. Bij het ontwaken blijkt het ongeval hem superkrachten te hebben gegeven, te weten bovenmenselijke snelheid.
Barry besluit zijn snelheid te gebruiken om alle misdaad in Central City tegen te gaan. Daarbij ontdekt hij ook dat hij niet de enige is met bovenmenselijke krachten (metahumans), maar ook andere krachten hebben gekregen door de ontploffing van de deeltjesversneller. Veel daarvan gebruiken hun krachten voor de verkeerde doeleinden. Die mensen probeert Barry ook te bestrijden en vast te zetten in de metahuman-proof cellen in S.T.A.R. Labs. In de loop van de serie krijgt hij vanuit steeds meer kanten hulp hierbij, zoals Joe, diens partner Eddie Thawne, en Ronnie Raymond (Caitlin's verloofde) en Dr. Martin Stein, die door blootstelling aan de deeltjesversneller nu kunnen fuseren tot de held Firestorm. Tegelijk blijft Barry zoeken naar de moordenaar van zijn moeder. Uiteindelijk blijkt een ander metahuman met bovenmenselijke snelheid, de Reverse-Flash de moordenaar te zijn, en komt aan het licht dat Dr. Wells, wiens echte naam Eobard Thawne is (een nakomeling van Eddie Thawne), deze Reverse-Flash is. Hij is vanuit de toekomst naar het verleden gereisd in een poging Barry te doden, maar kwam nadat dit mislukte in het verleden vast te zitten. De reden dat hij nu Barry helpt om The Flash te worden is, omdat hij hoopt met Barry's snelheid terug te kunnen keren naar zijn eigen tijd. Voor dit doel heeft hij de echte Dr. Wells vermoord en diens identiteit overgenomen. Ook wordt duidelijk dat door Thawnes toedoen de tijdlijn al drastisch is veranderd; oorspronkelijk zou Barry pas later de Flash zijn geworden. In de climax van seizoen 1 komt het tot een confrontatie tussen Barry en Eobard, waarbij Eobard wordt verslagen wanneer Eddie zelfmoord pleegt en zo Eobards bestaan onmogelijk maakt. Eobard verdwijnt in het niets, maar hierdoor ontstaat een paradox waardoor een enorm zwart gat boven de stad verschijnt.

### Seizoen 2
Barry maakte het zwarte gat onschadelijk, maar is door zijn ervaringen in seizoen 1 en het feit dat Ronnie hierbij om het leven gekomen is nu erg kwaad op zichzelf. Een nieuw gevaar dient zich aan wanneer blijkt dat het zwarte gat de poort geopend heeft naar een parallel universum. Vanuit dit universum (Earth 2 genaamd) zijn 2 nieuwe mensen met supersnelheid naar Barry's wereld (Earth 1) gekomen; een andere Flash genaamd Jay Garrick, en de superschurk Zoom. Zoom stuurt met regelmaat nieuwe metahumans vanuit Earth 2 naar Earth 1 om Barry te doden. Behalve van Jay Garrick krijgt Barry ook steun van Dr. Harrison Wells van Earth 2, die volgens eigen zeggen verantwoordelijk is voor de creatie van Zoom. Maar in de mid-seizoensfinale overtuigt Zoom hem om Barry's krachten af te nemen, door hem te beloven dat hij zijn dochter terugkrijgt als hij hem helpt. Naarmate de serie vordert ontdekt Barry dat Jay Garrick in werkelijkheid Zoom is; hij heeft de echte Jay Garrick gevangen gezet en zijn plaats ingenomen. Ook ontdekt Joe dat hij een zoon heeft; Wally West. Barry weet Zoom uiteindelijk te verslaan, maar niet voordat deze Barry's vader vermoordt. Aan het eind van het seizoen besluit Barry tegen beter weten in toch nogmaals te proberen het verleden te veranderen en zijn moeder te redden. Dit keer slaagt hij hierin.

### Seizoen 3
Door Barry's ingrijpen in het verleden is de tijdlijn drastisch veranderd. Barry is nu in een alternatieve tijdlijn genaamd Flashpoint, waarin Wally de Flash is, nieuwe metahumans Central City bedreigen, en Barry nu de Reverse-Flash gevangen houdt. Wanneer Barry geheugenverlies krijgt en Thawne hem vertelt dat dit een gevolg is van het tijdreizen, is Barry gedwongen om zijn veranderingen weer ongedaan te maken. Echter wordt de tijdlijn slechts ten dele hersteld. Een nieuwe schurk genaamd Dr. Alchemy, die op een of andere manier op de hoogte is van Flashpoint, begint alle mensen die in Flashpoint superkrachten hadden, maar in de herstelde tijdlijn, niet hun krachten terug te geven. Zo ook Wally, die met zijn nieuwe krachten al snel Barry's handlanger wordt onder de naam Kid Flash. Ook wordt bekend dat Alchemy werkt voor een nog gevaarlijkere schurk; Savitar. Savitar noemt zichzelf "The God of Speed" (de god van de snelheid). Nadat hij Barry in elkaar geslagen heeft, komt Team Flash aan de Philosopher's Stone (steen der wijzen). Zij hopen door het in de Speed Force (snelheidskracht) te gooien Savitar tegen te houden. Hierbij reist Barry per ongeluk naar de toekomst en ziet hij zichzelf die Savitar probeert tegen te houden bij het vermoorden van Iris. Hij doet er alles aan om Iris te redden, maar komt erachter dat hij dat niet kan. H.R., de nieuwe Wells van Aarde-19, verandert zich in Iris door middel van een apparaatje wat hij van "zijn" Aarde heeft meegenomen en wordt vermoord. Barry komt er achter dat Savitar een tijdrestant is van hemzelf en zo komt het dat Savitar alle plannen die Team Flash maakt, al van tevoren weet. Uiteindelijk lukt het Barry om hem uit te schakelen. Maar omdat Savitar's "gevangenis" plaats in de Speed Force nu leeg is, heeft die een nieuwe gevangene nodig. Barry offert zichzelf op...

## Rolverdeling

### Hoofdrollen
| Acteur             | Personage                                        |
| ------------------ | ------------------------------------------------ |
| Grant Gustin       | Barry Allen / The Flash                          |
| Candice Patton     | Iris West(-Allen)                                |
| Danielle Panabaker | Caitlin Snow / Killer Frost                      |
| Carlos Valdes      | Cisco Ramon / Vibe                               |
| Jesse L. Martin    | Detective Joe West                               |
| Tom Cavanagh       | Harrison Wells / Eobard Thawne / Reverse-Flash   |
| Rick Cosnett       | Eddie Thawne (Seizoen 1)                         |
| Keiynan Lonsdale   | Wally West / Kid Flash                           |
| Neil Sandilands    | Clifford de Voe / Thinker (seizoen 4)            |
| Hartley Sawyer     | Ralph Dibny / Elongated Man (seizoen 4 t/m 6)    |
| Danielle Nicolet   | Cecile Horton (seizoen 3 t/m heden)              |
| Chris Klein        | Orlin Dwyer / Cicada (seizoen 5)                 |
| La Monica Garrett  | Mar Novu / The Monitor (seizoen 6)               |
| Efrat Dor          | Eva McCulloch / Mirror Monarch (seizoen 6 t/m 7) |
| Kayla Compton      | Allegra Garcia (seizoen 6 t/m heden)             |
| Brandon McKnight   | Chester P. Runk (seizoen 6 t/m heden)            |

### Bijrollen
| Acteur                 | Personage                             |
| ---------------------- | ------------------------------------- |
| Robbie Amell           | Ronnie Raymond / Firestorm            |
| Stephen Amell          | Oliver Queen / Green Arrow            |
| Clancy Brown           | General Wade Eiling                   |
| Victor Garber          | Professor Martin Stein / Firestorm    |
| Michelle Harrison      | Nora Allen                            |
| John Wesley Shipp      | Henry Allen / Flash Earth-3           |
| Roger Howarth          | Mason Bridge                          |
| Malese Jow             | Linda Park                            |
| Matt Letscher          | Eobard Thawne / Reverse-Flash         |
| Peyton List            | Lisa Snart / Golden Glider            |
| Liam McIntyre          | Mark Mardon / Weather Wizard          |
| Wentworth Miller       | Leonard Snart / Captain Cold          |
| Danielle Nicolet       | Cecile Horton                         |
| Amanda Pays            | Tina McGee                            |
| Dominic Purcell        | Mick Rory / Heat Wave                 |
| David Ramsey           | John Diggle / Spartan                 |
| Ciara Renée            | Kendra Saunders / Chay-Ara / Hawkgirl |
| Emily Bett Rickards    | Felicity Smoak                        |
| Patrick Sabongui       | David Singh                           |
| David Sobolov          | Grodd                                 |
| Violett Beane          | Jesse Chambers Wells / Jesse Quick    |
| Teddy Sears            | Hunter Zolomon / Zoom                 |
| Shantel VanSanten      | Patty Spivot                          |
| Vanessa A. Williams    | Francine West                         |
| Kim Engelbrecht        | Marlize deVoe                         |
| Jessica Parker Kennedy | Nora West-Allen / XS                  |
| Natalie Dreyfuss       | Sue Dearbon                           |
| Sendhil Ramamurty      | Dr. Ramsey Rosso / Bloodwork          |
| Natalie Sharp          | Millie Rawlins / Sunshine             |

## Productie
Op 30 juli 2013 werd aangekondigd dat Greg Berlanti en Andrew Kreisberg, beide bedenkers van Arrow, bezig waren met een tv-serie over The Flash. Kreisberg kondigde aan dat het hoofdpersonage, Barry Allen, eerst te zien zou zijn in Arrow alvorens zijn eigen serie te krijgen. Aanvankelijk was het de bedoeling dat hij in drie afleveringen van Arrow te zien zou zijn, waarvan de derde aflevering als pilotaflevering zou dienen voor de nieuwe serie, maar uiteindelijk werden het twee afleveringen.
Op 29 januari 2014 gaf The CW groen licht voor een pilotaflevering. Het script van deze aflevering werd geschreven door Berlanti, Kreisberg en Johns. De productie van de pilotaflevering begon in maart 2014. Opnames vonden voornamelijk plaats in Vancouver, met aanvullende opnames in Portland. Op 8 mei 2014 kregen de producenten van The Flash toestemming om 13 afleveringen te maken. In september 2014 kwamen daar nog drie afleveringen bij, en een maand later zeven, wat het totale aantal afleveringen op 23 bracht.
Het kostuum voor Barry Allen werd ontworpen door Colleen Atwood, die ook het kostuum van Arrow had ontworpen. Het kostuum is voornamelijk gemaakt van leer. Acteur Grant Gustin had aanvankelijk 40 minuten nodig om het kostuum aan te kunnen trekken, maar met wat aanpassingen aan het pak kon dit terug worden gebracht tot 15 minuten.
De muziek voor de serie is gecomponeerd door Blake Neely, die ook de muziek voor Arrow componeerde.

## Connecties met andere series
De serie heeft nauwe banden met zijn zusterserie Arrow. Behalve Barry's aanvankelijke gastoptreden in seizoen 2 van Arrow, spelen hij en zijn team ook mee in seizoen 3 in de aflevering The Brave and the Bold. Andersom hebben personages uit Arrow een aantal maal een gastoptreden in afleveringen van The Flash. Zo heeft Oliver Queen een cameo in de pilotaflevering, is Felicity Smoak van de partij in Going Rogue, speelt heel Team Arrow mee in Flash vs. Arrow, en doet Ray Palmer/The Atom mee in All Star Team Up.
In februari 2015 werd bekend dat The Flash een spin-off zal krijgen in de vorm van een nieuwe tv-serie, Legends of Tomorrow. In seizoen 2 van The Flash en seizoen 4 van Arrow werd de basis voor deze serie gelegd. De serie ging januari 2016 in première.
Ten slotte spelen de animatie-internetserie Vixen en de serie Constantine zich af in dezelfde wereld als bovengenoemde series. Onder fans staan al deze series samen, en het fictieve universum waarbinnen ze spelen, ook bekend als het Arrowverse, vernoemd naar Arrow omdat de reeks daarmee begon.
John Wesley Shipp speelt de rol van Henry Allen, de vader van Barry Allen, Jay Garrick van Aarde-3 en Barry Allen van Aarde-90. In de gelijknamige serie uit 1990 speelde hij de rol van Barry Allen.

## Prijzen en nominaties
- The Flash won bij de 41e People's Choice Award de prijs voor "Favorite New TV Drama".